# Hana Mašlíková
Hana Reinders Mašlíková (* 18. května 1982 Teplice) je česká modelka a moderátorka.

## Životopis
Základní školu navštěvovala v Krupce, poté studovala na střední škole, ale po dvou letech studium přerušila. Následně jej dokončila dálkovou formou v Praze při zaměstnání.
V roce 2006 se zúčastnila české soutěže krásy Miss České republiky a získala titul Miss Silueta. Mediálně známou se stala účastí v reality show Trosečník. Pracovala jako obchodní manažerka v modelingové agentuře. Objevuje se také jako asistentka po boku iluzionisty Pavla Kožíška. Pracovala jako host několika TV pořadů a zahrála si i v seriálech.
27. srpna 2016 se vdala za svého dlouholetého přítele zápasníka André Reinderse. V srpnu příštího roku se jim narodil syn Andreas. V lednu 2024 oznámila rozvod, který byl dokončen na začátku roku 2025.
Moderovala pořady jako Snídaně s Novou a Prásk TV Nova či Exploziv TV Barrandov.